# The Haçienda

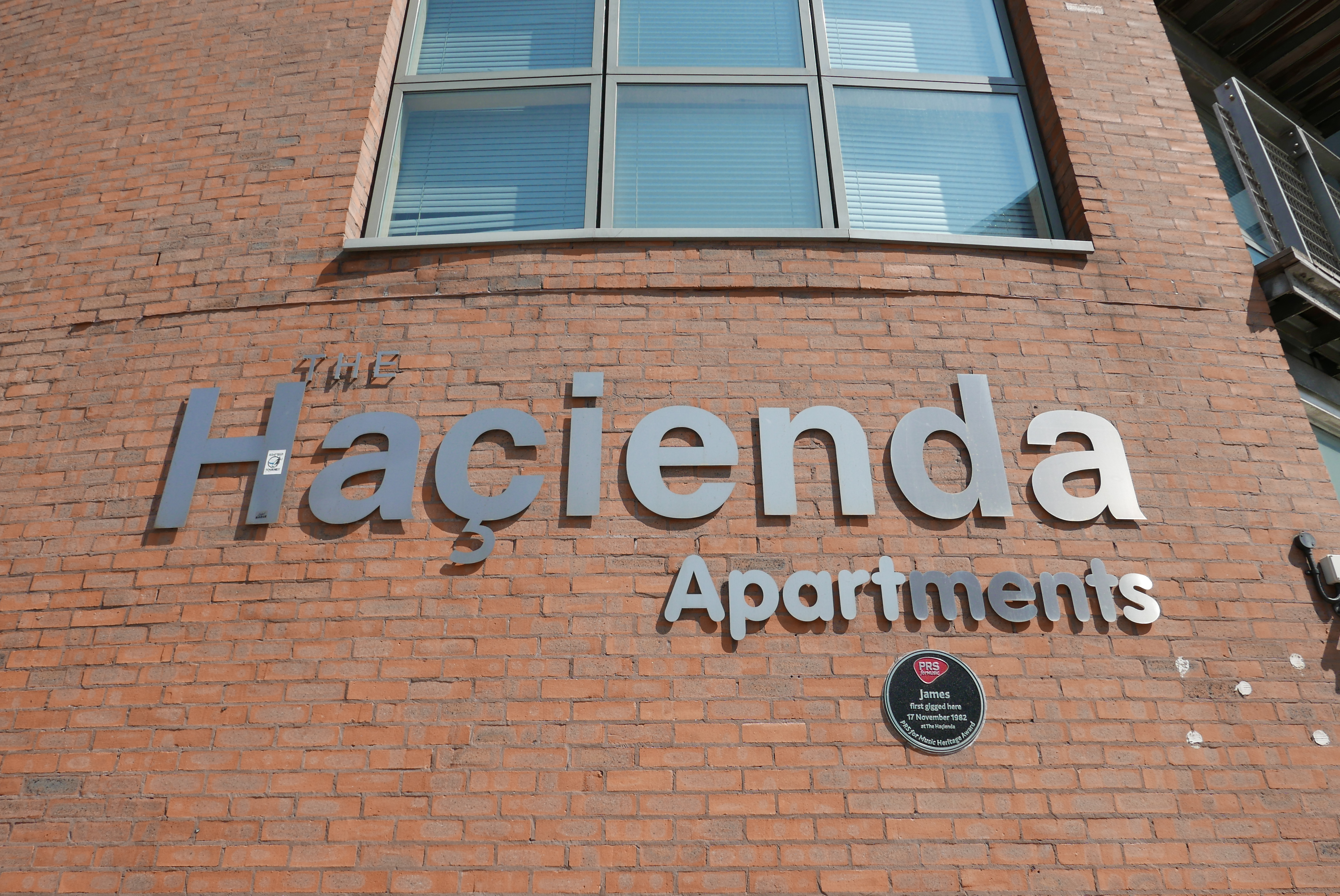
Fac 51 Hacienda (mais conhecido simplesmente como Haçienda)

Fac 51 Haçienda (mais conhecido simplesmente como Haçienda) foi um clube de música em Manchester, na Inglaterra. Tornou-se mais famoso durante o final dos anos 80 e início dos anos 90; durante os anos 90 foi identificado como o clube mais famoso do mundo pela revista Newsweek. O Haçienda foi aberto em 1982 e, apesar de consideráveis e persistentes problemas financeiros, sobreviveu até 1997 - Durante a maior parte desse tempo o clube foi financiado principalmente pelo record de vendas da banda New Order, que foi fundadora do clube, junto ao empresário Tony Wilson. O Haçienda está altamente associado com a ascensão da acid house e da madchester e com o surgimento da cultura rave.
O jornal britânico "The Guardian" considerou o clube como o 10.º evento chave na história da Dance Music.